# 31196 Yulong
31196 Yulong este un asteroid din centura principală de asteroizi.

## Descriere
31196 Yulong este un asteroid din centura principală de asteroizi. A fost descoperit pe 24 decembrie 1997 la Xinglong la Observatorul Xinglong. Asteroidul prezintă o orbită caracterizată de o semiaxă mare de 2,62 ua, o excentricitate de 0,15 și o înclinație de 1,1° în raport cu ecliptica.